# Dutch Design Week
Die Dutch Design Week (DDW) ist das größte Festival für Design der Niederlande. Sie umfasst Ausstellungen, Award und Kongress. Die DDW findet jeden Oktober in Eindhoven statt.

## Schwerpunkte
In der Design Academy Eindhoven werden Abschlussarbeiten der Studiengänge Nutzerorientierte Gestaltung, Social Design  und Informationsdesign präsentiert. Die Technische Universität Eindhoven zeigt Forschungstrends aus den Bereichen Baukunde, Urbanistik und Industriedesign. Im ehemaligen Industriekomplex Strijp-S fanden 2012 das World Design Forum und eine Konferenz über 3D-Drucker statt. Am Stadthuis (Rathaus) sind die Gewinner des Dutch Design Awards zu sehen. Die Innenstadt beherbergt Mode und Museen. Die DDW 2012 bot insgesamt 300 Veranstaltungen an 83 Orten mit 1.500 Designern.

## Hintergrund
Eindhoven gilt als Technologiezentrum. Seit seiner Gründung 1891 hat der  Elektronikkonzerns Philips hier seinen wichtigsten Produktions- und Forschungsstandort. Weitere Arbeitgeber sind der LKW-Hersteller DAF, Automobilzulieferer und die Mikroelektronik. Die Textilindustrie ist mittlerweile Vergangenheit.
Zur Förderung von Design, Technologie und Wirtschaftsstandort wurde erstmals 2002 eine Week van het Ontwerp ausgerichtet. Seitdem findet die DDW jährlich im Oktober statt und erreicht mittlerweile 200.000 Besucher.

## Teilnahme
Der Eintritt vieler Präsentationen ist frei. Das Ticket für die Graduiertenshow kostete zuletzt 16 EUR (Online-Verkauf). Ein kostenloser Shuttle-Bus verbindet die einzelnen Veranstaltungsorte und hält auch am Bahnhof Eindhoven Centraal.